# 大卫·布鲁姆
大卫·布鲁姆（英語：David E. Bloom，1955年10月16日—），是美国作家、教授、经济学家、人口统计学家。

## 生平
1955年出生于美国纽约，毕业于康奈尔大学和普林斯顿大学，是哈佛大学公共卫生学院的经济学和人口学教授，也是全球老龄化人口学的主任。

## 作品
- 《Flexible Benefits and Employee Choice: Highlights of the Literature》（1986年）
- 《Demographic Dividend: New Perspective on Economic Consequences Population Change》（2003年）
- 《The Quality of Life in Rural Asia》（2001年）